# Ezra Meech

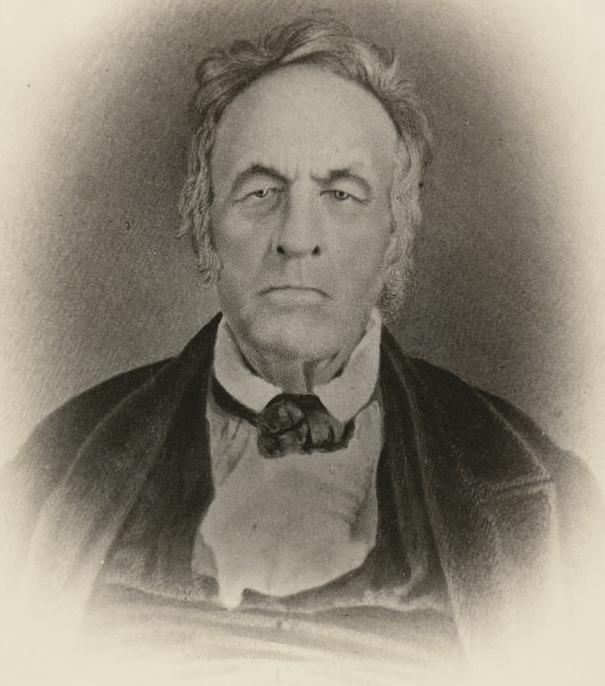
Ezra Meech

Ezra Meech (* 26. Juli 1773 in New London, Colony of Connecticut; † 23. September 1856 in Shelburne, Vermont) war ein US-amerikanischer Politiker. Zwischen 1819 und 1821 vertrat er den sechsten und von 1825 bis 1827 den dritten Wahlbezirk des  Bundesstaates Vermont im US-Repräsentantenhaus.

## Werdegang
Ezra Meech besuchte die öffentlichen Schulen in Hinesburg (Vermont), wohin er im Jahr 1785 gezogen war. Danach stieg er in den Fellhandel und in Kanada in das Holztransportgeschäft ein. Später zog er nach Shelburne, wo er in der Landwirtschaft und hier vor allem in der Viehzucht tätig wurde. Politisch schloss sich Meech der von Thomas Jefferson gegründeten Demokratisch-Republikanischen Partei an. Zwischen 1805 und 1807 war er Abgeordneter im Repräsentantenhaus von Vermont. Bei den Kongresswahlen des Jahres 1818 wurde er im sechsten Distrikt von Vermont in das US-Repräsentantenhaus in Washington, D.C. gewählt. Dort trat er am 4. März 1819 die Nachfolge von William Hunter an. Bis zum 3. März 1821 absolvierte er nur eine Legislaturperiode im Kongress.
Von 1822 bis 1823 war Meech Vorsitzender Richter am Bezirksgericht im Chittenden County in Vermont. Nach der Auflösung seiner Partei in den 1820er Jahren schloss er sich Andrew Jackson an und wurde als dessen Parteigänger bei den Kongresswahlen des Jahres 1824 erneut in das US-Repräsentantenhaus gewählt. Dieses Mal vertrat er aber den vierten Wahlbezirk von Vermont. Bis zum 3. März 1827 verbrachte er eine weitere Legislaturperiode im Kongress. Als Anhänger Jacksons wurde er Mitglied der von diesem 1828 gegründeten Demokratischen Partei. In den Jahren 1830, 1831, 1832 und 1833 war er jeweils erfolgloser Kandidat seiner Partei bei den Gouverneurswahlen in Vermont.
Im weiteren Verlauf wechselte Meech seine Parteizugehörigkeit und wurde Mitglied der Whigs. Im Jahr 1840 war er einer von deren Wahlmännern, die William Henry Harrison offiziell zum Präsidenten wählten. Danach zog sich Meech aus der Politik zurück und widmete sich wieder seinen landwirtschaftlichen Interessen. Er starb im September 1856 und wurde in Shelburne beigesetzt.